# Sphenochernes bruchi
Sphenochernes bruchi är en spindeldjursart som först beskrevs av Cândido Firmino de Mello-Leitão 1925. 
Sphenochernes bruchi ingår i släktet Sphenochernes och familjen blindklokrypare. Inga underarter finns listade i Catalogue of Life.